# Densité massique d'énergie
Pour les articles homonymes, voir Densité (homonymie), Densité d'énergie et Densité surfacique d'énergie.
En physique, la densité massique d'énergie désigne le quotient d'une énergie E par la masse m de matière dans laquelle cette énergie est déposée ou stockée :
{\displaystyle D\ =\ {\frac {E}{m}}\ }
Pour le stockage d'énergie, quand il s'agit d'une propriété intrinsèque du matériau (ou du dispositif) considéré, on l'appelle énergie spécifique.
L'unité dérivée de référence pour exprimer la densité massique d'énergie dans le Système international est le joule par kilogramme (J/kg).

## Rapport à la densité d'énergie
Pour un élément de matière homogène, de masse volumique {\displaystyle {\rho }=\ {\frac {m}{V}}\ } et de volume V, la densité massique d'énergie est reliée à la densité volumique d'énergie par :
{\displaystyle D\ =\ {\frac {1}{\rho }}\ {\frac {E}{V}}}
Utilisant le volume massique {\displaystyle v\ =\ {\frac {V}{m}}\ =\ {\frac {1}{\rho }}\ } au lieu de masse volumique, cela devient :
{\displaystyle D\ =\ v\ {\frac {E}{V}}}

## Densité d'énergie dans les stockages d'énergie et les carburants

Densité volumique d'énergie (en MJ/l) en fonction de la densité massique d'énergie (en MJ/kg) pour quelques carburants (valeurs brutes).

Dans le domaine du stockage d'énergie, la densité massique d'énergie est utilisée conjointement avec la densité volumique d'énergie pour comparer les performances des technologies de stockage. L'unité généralement utilisée dans ce domaine est le watt-heure par kilogramme : 1 Wh/kg = 3 600 J/kg
Plus la densité d'énergie est élevée, plus il y a d'énergie pouvant être stockée ou transportée pour un volume ou une masse donné. Ceci est particulièrement important dans le domaine des transports (automobile, avion, fusée…). On notera que le choix d'un carburant pour un moyen de transport, outre les aspects économiques, tient compte du rendement du groupe motopropulseur.
Les sources d'énergie de plus forte densité sont issues des réactions de fusion et de fission. En raison des contraintes générées par la fission, elle reste cantonnée à des applications bien précises. La fusion en continu, elle, n'est pas encore maîtrisée à ce jour. Le charbon, le gaz et le pétrole sont les sources d'énergie les plus utilisées au niveau mondial, même s'ils ont une densité d'énergie beaucoup plus faible, le reste étant fourni par la combustion de la biomasse qui a une densité d'énergie encore plus faible.

### Densités d'énergie typiques
La liste suivante fournit la densité d'énergie de matières potentiellement utilisables pour le stockage ou la production d'énergie. La liste ne prend pas en compte la masse des réactifs nécessaires, comme l'oxygène pour la combustion ou la matière pour l'annihilation avec l'antimatière. La conversion d'unités suivante peut être utile pour la lecture du tableau : 1 MJ ≈ 0,28 kWh. Pour les combustibles, sauf mention contraire, le pouvoir calorifique supérieur est indiqué (en pratique une partie de cette énergie est perdue sous forme l'énergie absorbée par la vaporisation de la vapeur d'eau produite lors de la réaction chimique) ; pour les systèmes électrochimiques, les pertes internes sont écartées. Dans les deux cas, la valeur de la densité d'énergie pratique peut se réduire de 5 à 10 %. Le poids et le volume des équipements annexes indispensables (contenants et réservoirs, pompes et tuyaux, protections des opérateurs, etc.) ne sont pas pris en compte.
| Source / Type                          | Réaction                         | Énergie spécifique (kWh/kg)    | Énergie spécifique (MJ/kg)     | Densité d’énergie (MJ/l)       | Utilisations                                                                |
| -------------------------------------- | -------------------------------- | ------------------------------ | ------------------------------ | ------------------------------ | --------------------------------------------------------------------------- |
| Antimatière                            | Annihilation matière-antimatière | 50 000 000 000 soit ~50 TWh/kg | 180 000 000 000 soit 180 PJ/kg |                                | Expérimentation, recherche et utilisation future                            |
| Deutérium et tritium                   | Fusion nucléaire                 | 93 718 719                     | 337 387 388                    | 6 368 000 000[réf. nécessaire] | Production d'électricité (en développement)                                 |
| Plutonium-239                          | Fission nucléaire                | 23 230 277                     | 83 629 000                     | 1 657 000 000                  | Production d'électricité (surgénération)                                    |
| Uranium-235                            | Fission nucléaire                | 22 083 333                     | 79 500 000                     | 1 534 000 000                  | Production d'électricité                                                    |
| Hydrogène (comprimé à 700 bars)        | Chimique                         | 34,1                           | 123                            | 5,6                            | Moteurs de véhicules                                                        |
| Essence                                | Chimique                         | 13,1                           | 47,2                           | 34                             | Moteurs de véhicules                                                        |
| Propane (ou GPL)                       | Chimique                         | 12,8                           | 46,4                           | 26                             | Cuisson, chauffage domestique, Moteurs de véhicules                         |
| Fioul / carburant Diesel               | Chimique                         | 12,6                           | 45,4                           | 36,4                           | Moteurs de véhicules, chauffage domestique                                  |
| Kérosène                               | Chimique                         | 11,9                           | 43                             | 33                             | Moteurs d'avions                                                            |
| Graisses (animales ou végétales)       | Chimique                         | 10,2                           | 37                             |                                | Nutrition humaine ou animale, moteurs de véhicules                          |
| Éthanol                                | Chimique                         | 8,25                           | 29,7                           | 23,4                           | Moteurs de véhicules, chauffage, nutrition                                  |
| Charbon maigre houille anthraciteuse   | Chimique                         | 6,2                            | 29                             |                                | Production d'électricité, chauffage domestique                              |
| Lignite séché                          | Chimique                         | 4,8                            | 18                             |                                | Production d'électricité, chauffage domestique                              |
| Hydrates de carbone (y compris sucre)  | Chimique                         | 4,7                            | 17                             |                                | Nutrition humaine ou animale                                                |
| Protéines nutritives                   | Chimique                         | 4,6                            | 16,8                           |                                | Nutrition humaine ou animale                                                |
| Bois                                   | Chimique                         | 4,5                            | 16,2                           |                                | Chauffage, cuisson                                                          |
| Tourbe                                 | Chimique                         | 4,5                            | 12                             |                                | Chauffage, cuisson                                                          |
| Accumulateur lithium-air               | Électrochimique                  | 2,5                            | 8                              |                                | Appareils électroniques portables, véhicules électriques (en développement) |
| TNT                                    | Chimique                         | 1,2                            | 4,6                            |                                | Explosifs                                                                   |
| Poudre noire                           | Chimique                         | 0,83                           | 3                              |                                | Explosifs                                                                   |
| Accumulateur lithium                   | Électrochimique                  | 0,5                            | 1,8                            | 4,32                           | Appareils électroniques portables, lampes de poche(non-rechargeable)        |
| Accumulateur lithium-soufre            | Électrochimique                  | 0,5                            | 1,8                            |                                | Véhicules électriques                                                       |
| Accumulateur lithium-ion               | Électrochimique                  | 0,2                            | 0,72                           | 0,9-2,23                       | Appareils électroniques portables, véhicules électriques                    |
| Pile alcaline                          | Électrochimique                  | 0,163                          | 0,59                           |                                | Appareils électroniques portables, lampes de poche(non-rechargeables)       |
| Supercondensateur (graphene/SWCNT)     | Électrique                       | 0,155                          | 0.56                           |                                | Véhicules électriques, régulation de puissance                              |
| Air comprimé (300 bar)                 | Pneumatique                      | 0,138                          | 0,5                            | 0,2                            | Stockage d'énergie                                                          |
| Batterie sodium-ion                    | Électrochimique                  | 0,101                          | 0,367                          |                                | Équilibrage de charge, stockage d'énergie                                   |
| Accumulateur nickel-hydrure métallique | Électrochimique                  | 0,080                          | 0,288                          | 0,504-1,08                     | Appareils électroniques portables, lampes de poche                          |
| Supercondensateur                      | Électrique                       | 0,0277                         | 0,1                            |                                | Régulation de puissance                                                     |
| Batterie au plomb                      | Électrochimique                  | 0,0277                         | 0,1                            |                                | Démarrage de moteurs de véhicules                                           |
| Volant d'inertie                       | Mécanique                        | 0,010                          | 0,036-0,5                      |                                | Récupération de l'énergie cinétique (KERS)                                  |
| Condensateur                           | Électrique                       | 0,001                          | 0,000036                       |                                | Circuits électroniques                                                      |

## Autres applications
En physique médicale, de nombreuses grandeurs physiques sont par définition des densités massiques d'énergie. C'est le cas de la dose absorbée et des grandeurs qui en sont dérivées, par exemple la dose équivalente et la dose efficace. On utilise alors des noms spécifiques pour le joule par kilogramme : le gray (Gy) et le sievert (Sv) :
1 Sv = 1 Gy = 1 J/kg